# Ellerhoop
Ellerhoop là một đô thị tại huyện Pinneberg in Schleswig Holstein, nước Đức. Đô thị này có diện tích 10,8 km², dân số thời điểm 31 tháng 12 năm 2006 là 1327 người. Ellerhoop kết nghĩa với Hurst Green, East Sussex, Anh quốc.
Ellerhoop nằm về phía bắc Hamburg, gần A23 Autobahn.